# Torgu-Mõisaküla
Koordinaten: 58° 0′ N, 22° 4′ O
Torgu-Mõisaküla ist ein Dorf (estnisch küla) auf der größten estnischen Insel Saaremaa. Es gehört zur Landgemeinde Saaremaa (bis 2017: Landgemeinde Torgu) im Kreis Saare. Bis zur Neugründung der Landgemeinde Saaremaa hieß der Ort „Mõisaküla“ und wurde umbenannt, um sich von Mõisaküla zu unterscheiden, da beide nun in derselben Landgemeinde liegen.
Der Ort hat sechs Einwohner (Stand 31. Dezember 2011).